# Erdracken

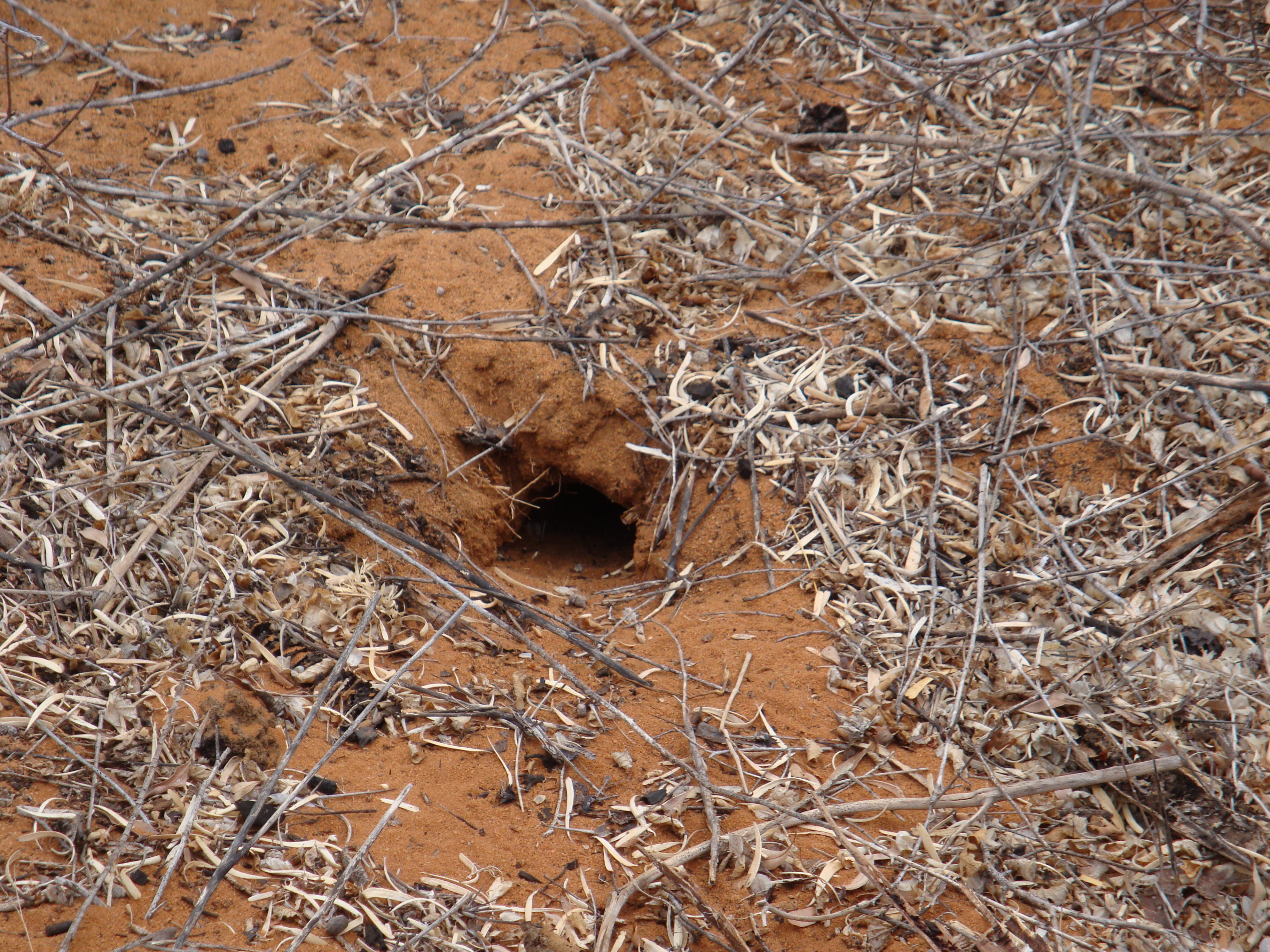
Nisthöhle der Langschwanz-Erdracke im Boden

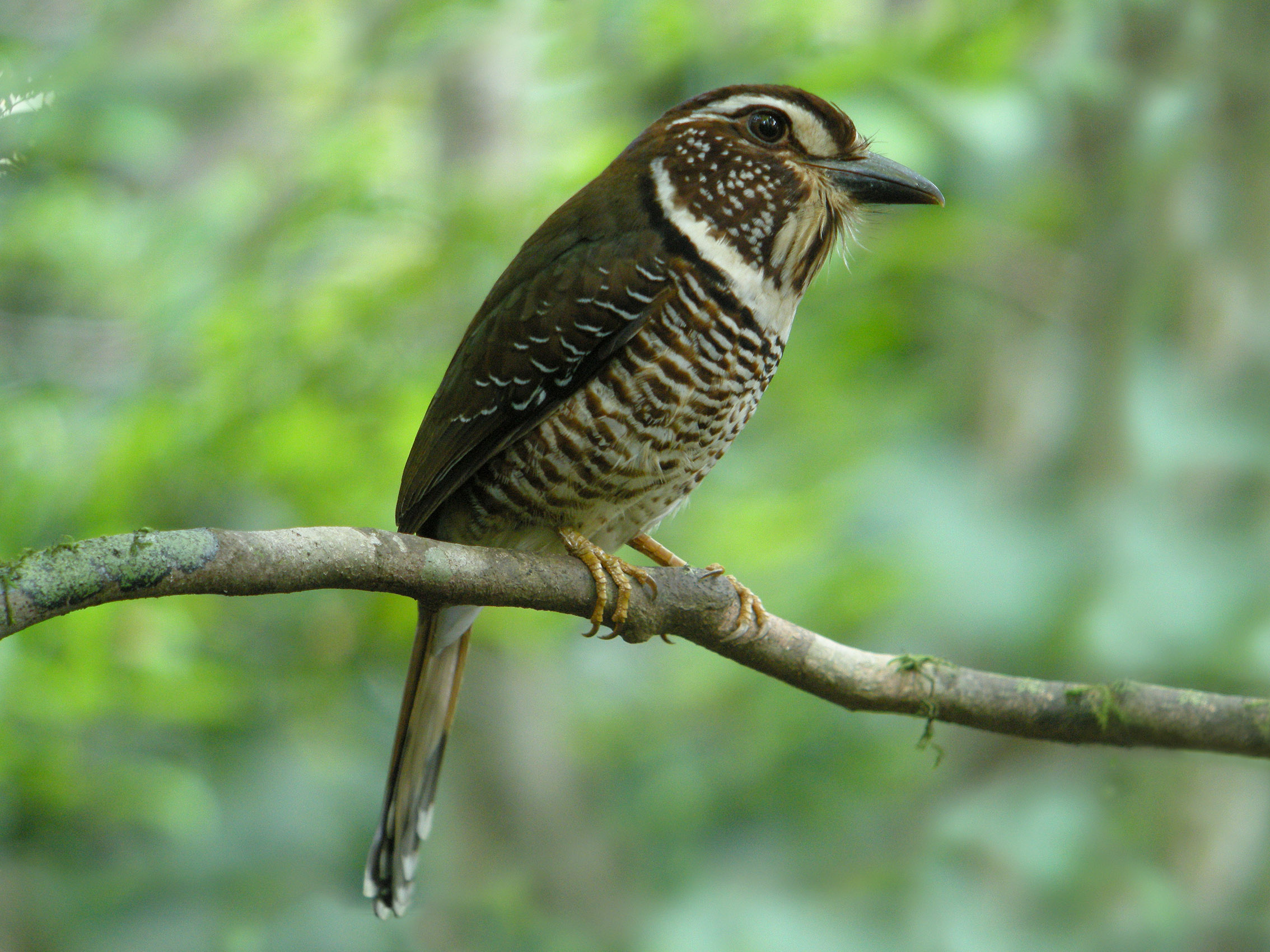
Bindenerdracke (Brachypteracias leptosomus)

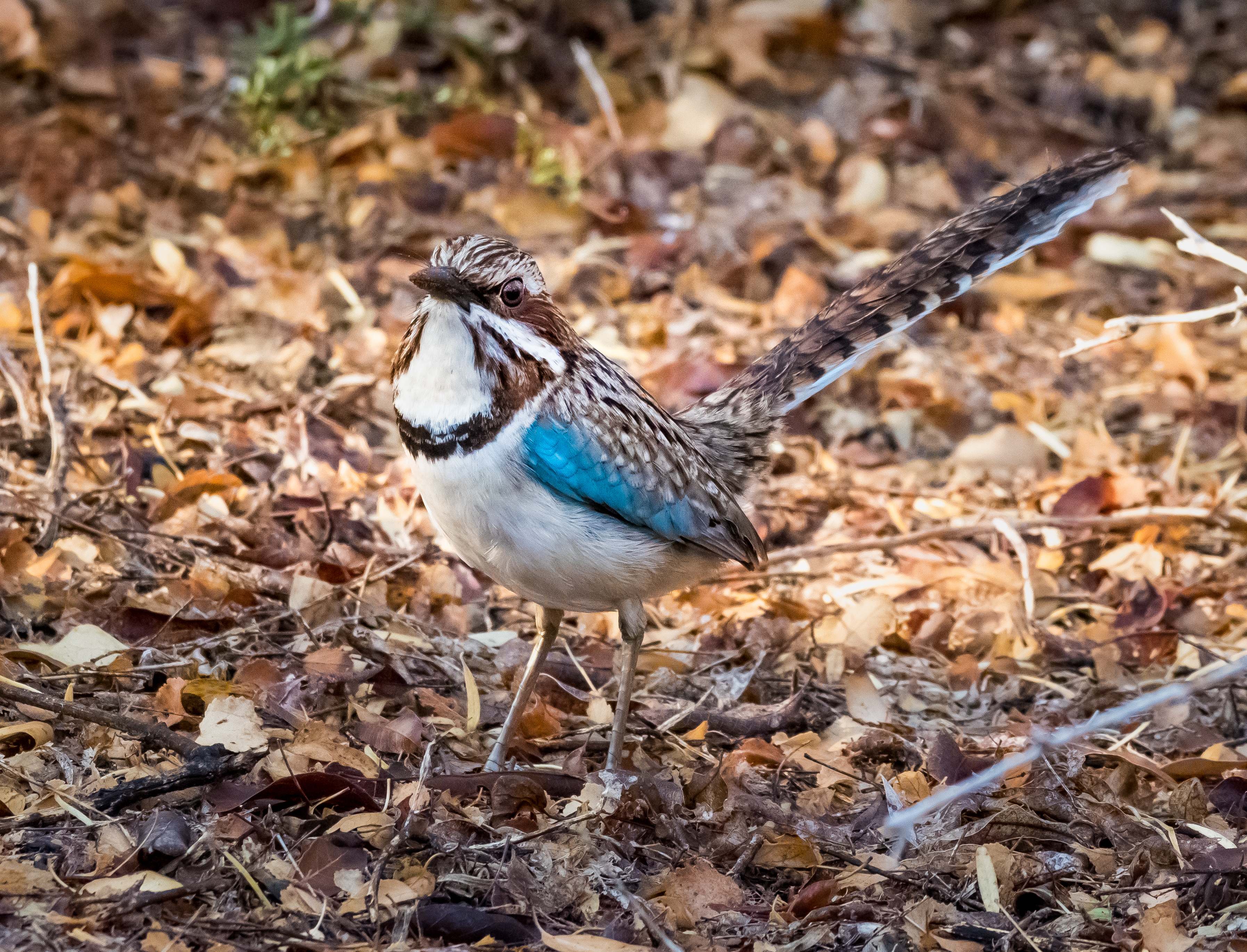
Langschwanz-Erdracke (Uratelornis chimaera)

Die Erdracken (Brachypteraciidae) sind eine kleine Vogelfamilie in der Ordnung der Rackenvögel (Coraciiformes). Erdracken sind in den dichten Wäldern im Osten von Madagaskar verbreitet. Eine Ausnahme bildet die Langschwanz-Erdracke (Uratelornis chimaera), die Buschland im Südwesten von Madagaskar bewohnt. Ihren Namen verdanken sie ihrer erdbezogenen Lebensweise. 

## Merkmale
Erdracken sind mittelgroße Vögel mit einer auffälligen Gefiederzeichnung. Der Rumpf ist in der Regel stämmig, aber schlank bei der Langschwanz-Erdracke. Die Flügel sind breit und mittellang. Der Schwanz ist mittellang aber lang bei der Langschwanz-Erdracke. Der Hals ist kurz und dick, der Kopf mittelgroß bis groß. Der Schnabel ist mittellang und kräftig. Männchen und Weibchen gleichen sich im Allgemeinen; bei der Langschwanz-Erdracke sind die Weibchen kleiner und haben einen kürzeren Schwanz.

## Lebensraum und Lebensweise
Vier Arten der Erdracken leben in den Regenwäldern im Osten von Madagaskar, die Langschwanz-Erdracke kommt ausschließlich in den trockenen Dornenwäldern im Südwesten von Madagaskar vor. Erdracken leben vor allem auf dem Waldboden. Bäume werden meist nur als Fluchtmöglichkeit genutzt. Sie ernähren sich Insekten, Krabben, Schnecken und kleinen Wirbeltieren wie kleine Chamäleons oder Geckos. Ihre Beutetiere finden sie vor allem auf dem Waldboden, die Bindenerdracke sucht ihre Nahrung jedoch oft auch auf Bäumen. Vier Arten der Erdracken nisten in selbstgegrabenen Erdhöhlen, die Bindenerdracke auf Astgabelungen. Für die Nisthöhlen werden Senkrechte Geländestufen genutzt, nur die Langschwanz-Erdracke gräbt sie in flachem Sandboden. Die Nester werden von Männchen und Weibchen gemeinsam gebaut. Das Gelege besteht aus einem bis vier, in den meisten Fällen aus zwei Eiern, die meist nur vom Weibchen bebrütet werden. nach 20 bis 26 Tagen schlüpfen die Nestlinge, die anschließend von beiden Eltern behütet, beschützt und gefüttert werden. Die Jungvögel werden nach 18 bis 30 tagen flügge.

## Gattungen und Arten
Diese Familie umfasst vier Gattungen und fünf Arten.
- Atelornis
  - Lätzchenerdracke (Atelornis crossleyi)
  - Blaukopf-Erdracke (Atelornis pittoides)
- Brachypteracias
  - Bindenerdracke (Brachypteracias leptosomus)
- Geobiastes
  - Schuppenerdracke (Geobiastes squamigera)
- Uratelornis
  - Langschwanz-Erdracke (Uratelornis chimaera)

Die ausgestorbene Ampoza-Erdracke (Brachypteracias langrandi) ist nur durch subfossiles Knochenmaterial bekannt.